# Nikolina Božičević
Nikolina Božičević (ur. 14 stycznia 1995 w Zagrzebiu) – chorwacka siatkarka, grająca na pozycji libero, reprezentantka kraju.

## Kariera klubowa
Božičević urodziła się w Zagrzebiu. Zanim zdecydowała się na siatkówkę, trenowała atletykę, gimnastykę, koszykówkę i tenis. Jest wychowanką HAOK-u Dubrava. W swojej karierze występowała w Mladosti Zagrzeb, OK Kašteli, Vasasie SC, Pölkky Kuusamo, CSU Gałacz oraz CSM Târgoviște.

## Kariera reprezentacyjna
Od 2012 roku jest reprezentantką seniorskiej kadry Chorwacji. Brała udział m.in. w  Mistrzostwach Europy CEV 2015, Mistrzostwach Europy CEV 2017, Mistrzostwach Europy CEV 2019, Mistrzostwach Europy CEV 2021, Grand Prix FIVB 2017, Igrzyskach Śródziemnomorskich 2018, w których Chorwatki zdobyły złoto, oraz Lidze Europejskiej w roku 2019 i 2021, w której dwukrotnie zdobyła srebrny medal.

## Sukcesy klubowe
Liga chorwacka:
- 2014, 2016, 2017
- 2015, 2018

Puchar Chorwacji:
- 2015, 2016, 2017

Superpuchar Chorwacji:
- 2016, 2017

Liga węgierska:
- 2019

Liga fińska:
- 2020

Liga rumuńska:
- 2022[8], 2023[9]

## Sukcesy reprezentacyjne
Igrzyska Śródziemnomorskie:
- 2018

Liga Europejska:
- 2019, 2021